# Євтодій Іоланта Вікторівна
Євтодій Іоланта Вікторівна (нар. 25 травня 2004) — українська спортсменка з настільного тенісу. Член кадетської збірної України. Майстер спорту України з настільного тенісу. Гравець клубу Суперліги України «Evolution» (Одеса).

## Життєпис
Народилася у Одесі. 2010 року почала навчання у спеціалізованій одеській школі № 69. Того ж року вступила до ДЮСШ «Водник» Одеси на відділення настільного тенісу, де кілька років тренувалася під керівництвом Світлани Геннадіївни Нефьодової. З 2019 року вчиться в Дніпровському фаховому коледжі спорту (ДФКС) Дніпропетровської обласної ради (колишнє Дніпропетровське вище училище фізичної культури Дніпропетровської обласної ради).

## Спортивний життєпис

### Мінікадетський період
Почала грати у настільний теніс у 6 років. У її родині завжди зберігалися спортивні традиції. Батько Віктор Іванович Євтодій та старша сестра Діана Вікторівна Євтодій добилися високих результатів в настільному тенісі, були (і також є й зараз) високорейтингованими тенісистами, тому завжди залучали до своїх занять й Іоланту.
У шість років поступила до відділення настільного тенісу ДЮСШ «Водник», брала участь у місцевих та обласних турнірах. Виїжджала на змагання клубного чемпіонату України «Дитяча ліга» у складі команди «Водник» (Одеса). У сезонах 2013—2014 та 2014—2015 команда добивається срібних медалей Дитячої ліги (тренери С. Г. Нефьодова, О. П. Парфенюк).
У 2014 на своєму першому мінікадетському чемпіонаті України «Прудкий м'яч» (Умань) разом з Валерією Івахів отримує золоту медаль парного турніру.
Навесні 2015 на мінікадетському чемпіонаті України «Прудкий м'яч» (Умань, 25-30 червня) разом з Василисою Канунніковою стає срібною медалісткою парного турніру. Крім того, на цьому ж чемпіонаті бере «золото» і в команді від Одеської області (партнерки: Анастасія Москалюк, Олександра Білявська; тренери: Ю. Фарладанський, С. Нефьодова, О. Парфенюк).
Результати тренованості Євтодій зростають, і вона значно випереджає своїх однолітків по ДЮСШ «Водник». Приблизно з середини 2015 року Іоланта розпочинає тренування за окремою програмою під керівництвом батька В. І. Євтодій та переходить до нової команди Дитячої ліги «Одеса» (Одеса).

Команда Дитячої ліги «Водник» (Одеса) з золотими медалями, 2014 рік

Улітку 2015 Іоланта виступає на міжнародному дитячому турнірі «Албена» (Болгарія) та в мінікадетській категорії виборює золоту медаль. У серпні 2015 бере участь в чемпіонаті «Minichamp's» для мінікадетів Європи (Страсбург) та потрапляє до числа восьми кращих мінікадеток континенту 2004 року народження.
У сезоні 2015—2016 разом з командою «Одеса» займає друге місце в клубному чемпіонаті України Дитяча ліга в мінікадетській категорії. В одинадцять років отримує звання «кандидат у майстри спорту України».
Результати Іоланти на мінікадетському рівні продовжують підвищуватися. У 2016 вона займає перше місці на ТОП-24 для мінікадетів (Київ, 11-13 січня) та завойовує «золото» в індивідуальному розряді на мінікадетському чемпіонаті України 2016 «Прудкий м'яч» (Жовква, 24-28 травня). Також на цьому чемпіонаті вона бере ще дві золотих медалі: в парі з Василисою Канунніковою та в парі з Глібом Яковлєвим та стає абсолютною чемпіонкою України серед мінікадеток.
У 2016 також розпочинає виступати на змаганнях проти старших за себе суперників. На чемпіонаті кадетів (Умань, 11-15 жовтня), будучі мінікадеткою, завойовує нагороди в трьох видах змагань. Її запрошують до клубів вищої ліги України. У сезоні 2016—2017 вона задіяна за команду вищої ліги «СОЦ» (Ізмаїл), а потім — ДЮСШ-3 (Київ).

### Кадетський період
У 2017 році Євтодій стає однією із найсильніших кадеток України. На чемпіонаті країни для тенісистів 2002 року народження та молодше (Івано-Франківськ, 21-25 березня 2017) посідає перше місце в особистому та парному розряді (у парі з Василисою Канунніковою).
Успішно виступає за кордоном. На турнірі пам'яті  Броніслави Балайшене (Вільнюс, 23-25 червня 2017) вона займає друге місце серед кадетів в особистому розряді та перше — у команді (разом з Анастасією Димитренко). У цьому ж році вперше вирушає на юнацький чемпіонат Європи у складі національної кадетської збірної України.
Починаючи з 2017 бере участь не тільки у кадетських змаганнях, але й в юнацьких чемпіонатах та турнірах для дорослих. У 2018 завойовує бронзову медаль на чемпіонаті України для молоді в парі з Андрієм Гребенюком та виконує норматив «майстер спорту України». У цьому ж році на Кубку України з настільного тенісу для дорослих займає третє місце разом з командою від Одеської області.
У 2019 переходить для тренувань до Дніпропетровського фахового коледжу спорту (ДФКС). Тренери: С. Ж. Коркін, А. Лопатнюк. У цьому ж році на молодіжному чемпіонаті України стає золотою медалісткою у парному розряді (разом з Василисою Канунніковою) та у командному — разом з командою Дніпропетровської області. На Кубку України 2019 року займає друге місце в особистому розряді.
У сезоні 2018—2019 разом з командою «Evolution» (Одеса) перемагає у вищій лізі Клубного чемпіонату України.
Отримує золоті медалі на ТОП-24 по кадетах (Київ, 2018 рік) та на чемпіонаті України серед кадетів (Чернігів, 2019 рік), чим продовжує підтримувати своє звання кращої кадетки для вікової категорії 2004 року народження.
Зростають успіхи на міжнародній арені. У 2019 році Іоланта стає чемпіонкою турніру пам'яті Тані Карпінської (Мінськ) у віковій категорії 2002—2004 рік народження. А на турнірі ITTF Polish Junior & Cadet Open (Владиславово, 22-26 травня 2019) добуває в команді з Веронікою Матюніної бронзову нагороду в кадетській категорії.
Починаючи з сезону 2019—2020 виступає в суперлізі Клубного чемпіонату України (команда «Evolution», Одеса).
У 2021 році отримує свою першу медаль на чемпіонатах серед дорослих - срібло у одиночному розряді.

## Статистика
| Змагання                         | Год  | Місто       | Держава | одиночні | парні | мікст | командні |
| -------------------------------- | ---- | ----------- | ------- | -------- | ----- | ----- | -------- |
| European Youth Championships U15 | 2019 | Острава     | CZE     | 32       |       |       |          |
| European Youth Championships U15 | 2018 | Cluj Napoca | ROU     | 32       |       |       |          |
| European Youth Championships U15 | 2017 | Guimaraes   | POR     | 32       |       |       |          |